# Комплекс построек Товарищества Невской бумагопрядильной мануфактуры
Комплекс построек Товарищества Невской бумагопрядильной мануфактуры — комплекс, в 2001—2011 годах имел статус выявленного памятника архитектуры, лишён по формальным причинам. В 2013 году состоялась повторная экспертиза. Расположен в Санкт-Петербурге, современный адрес — Синопская набережная, 78, улица Красного Текстильщика, 10-12.
Невская мануфактура была основана Людвигом Штиглицем в 1833 году. В 1833—1834 году Н. Я. Анисимов построил первое здание фабрики, но оно сгорело; фабрика быстро развивалась, и на месте этого здания и рядом с ним были построены другие.
Здание Первой прядильной фабрики стоит торцом к Неве, оно было построено в 1857 году по проекту Л. В. Гламы. Стены без украшений, сложены из красного кирпича, окна прямоугольные, архитектура утилитарная.
На втором плане, вдоль улицы Красного Текстильщика, стоит корпус ниточной фабрики, построенный в 1888 году по проекту П. С. Купинского и надстроенный в 1892 году. Для здания характерны черты позднего кирпичного стиля. Башни здания фланкирующие, с шатровым завершением.
На Неву выходит главный фасад Второй прядильной фабрики, самой поздней из построек — 1895 год, по проекту Л. Л. Петерсона. Стена украшена большим количеством кирпичного декора, оконные проёмы различаются по величине и очертанию, в декоративных целях использованы металлические парапеты, кронштейны, ограждение наружных пожарных лестниц, видно влияние модерна.
Также на территории расположены несколько малоэтажных производственных зданий, котельная и двухэтажное служебное здание, часть из зданий была снесена для организации парковки. До 2010 года на территории были расположены три заводские трубы, носившие название «Вера», «Надежда» и «Любовь»; их снесли в связи с аварийным состоянием (хотя также озвучивалось предположение, что трубы портят вид на Смольный собор), в 2009 году было дано обещание о воссоздании. Вдоль набережной стоит каменная ограда, вдоль улицы — ограда с проходной и воротами. Служебное здание и ограды выполнены в формах модерна, конторское здание стоит в квартале напротив, ближе к Тульской улице были построены дома для рабочих и газгольдер.
В середине 2000-х годов корпуса были перепрофилированы под офисы, в частности, под Единый центр документов.
- 2008 год, с трубами «Вера», «Надежда» и «Любовь»
- Ограда со стороны Невы
- Первая фабрика
- Вторая фабрика, вид со двора
- Третья фабрика
- Ограда у третьей фабрики
- Служебное здание в квартале напротив